# 母恋南町
母恋南町（ぼこいみなみまち）は北海道室蘭市の地名。母恋南町一丁目から五丁目の町がある。住居表示実施済み。郵便番号は051-0003。かつて同名の字が存在した。

## 地理
室蘭市の南端に位置し、北に御前水町、西に新富町、北西に母恋北町に接し、東から南東は太平洋、南から南西は内浦湾に面する。

### 海洋
- 太平洋
- 内浦湾

## 地域の特徴
室蘭市の都市計画マスタープランでは蘭西地域に属する。
北西部を除いて山に囲まれた地形となっている。太平洋岸の山岳地帯の尾根伝いに北海道道919号中央東線が走り、町域中央を室蘭市道母恋中央通線が縦貫する。北部西寄りには母恋富士がある。
一丁目に室蘭市立星蘭中学校、二丁目に室蘭警察署 母恋交番，すみれ文化幼稚園，室蘭市子ども発達支援センター，室蘭母恋郵便局，室蘭母恋デジタルテレビ中継局、三丁目に母恋神社，トッカリショ浜，トッカリショ展望台、四丁目に金屏風，チキウ岬（地球岬）、五丁目に社会福祉法人 室蘭言泉学園・わかすぎ学園がある。トッカリショ，金屏風，チキウ岬はそれぞれ室蘭八景の一つに数えられており、チキウ岬には展望台、チキウ岬灯台がある。

## 歴史
明治維新後、榎本武揚子爵が製鉄所建設と宅地化を企図したため明治20年代には榎本子爵私設市街地と呼ばれたが、1908年（明治41年）には新開地母恋市街地として宅地化が進められた。1920年（大正9年）にはチキウ岬に灯台と霧笛信号所が設置された。

### 地名の由来
アイヌ語の「ポㇰ・オ・イ」（ホッキ貝・群生する・所）に由来する。

### 沿革
- 1922年（大正11年）4月1日 - 字名改正により札幌通（大字）の一部が母恋南町（字）となり、札幌通（大字）を廃止[5][7]。
- 1922年（大正11年）8月1日 - 市制施行により室蘭区母恋南町（字）は室蘭市母恋南町（字）となる[8]。
- 1965年（昭和40年）5月1日 - 母恋南町一丁目 - 五丁目新設[5][9]。
- 1973年（昭和48年） - 母恋北町一丁目の一部を母恋南町二丁目に編入[5]。

### 町名の変遷
| 実施内容          | 実施年月日               | 実施後         | 実施前                                                              |
| ----------------- | ------------------------ | -------------- | ------------------------------------------------------------------- |
| 字名改正          | 1922年（大正11年）4月1日 | 母恋南町（字） | 札幌通（大字）の小字、 ボコイ，ポンツクイ，トツカリシユ，ポロツクイ |
| 町名新設 住居表示 | 1965年（昭和40年）5月1日 | 母恋南町一丁目 | 母恋南町（字）の一部                                                |
| 町名新設 住居表示 | 1965年（昭和40年）5月1日 | 母恋南町二丁目 | 母恋南町（字），母恋北町（字）の各一部                              |
| 町名新設 住居表示 | 1965年（昭和40年）5月1日 | 母恋南町三丁目 | 母恋南町（字），御前水町（字）の各一部                              |
| 町名新設 住居表示 | 1965年（昭和40年）5月1日 | 母恋南町四丁目 | 母恋南町（字）の一部                                                |
| 町名新設 住居表示 | 1965年（昭和40年）5月1日 | 母恋南町五丁目 | 母恋南町（字）の一部                                                |

## 世帯数と人口
2023年（令和5年）12月31日現在（室蘭市発表）の世帯数と人口は以下の通りである。
| 町             | 世帯数    | 人口    |
| -------------- | --------- | ------- |
| 母恋南町一丁目 | 234世帯   | 408人   |
| 母恋南町二丁目 | 549世帯   | 929人   |
| 母恋南町三丁目 | 352世帯   | 600人   |
| 母恋南町四丁目 | 190世帯   | 344人   |
| 母恋南町五丁目 | 257世帯   | 443人   |
| 計             | 1,582世帯 | 2,724人 |

### 人口の変遷
国勢調査による人口の推移。
| 1995年（平成7年）  | 4,711人 | [ 10 ] |  |
| 2000年（平成12年） | 4,275人 | [ 11 ] |  |
| 2005年（平成17年） | 3,868人 | [ 12 ] |  |
| 2010年（平成22年） | 3,590人 | [ 13 ] |  |
| 2015年（平成27年） | 3,260人 | [ 14 ] |  |
| 2020年（令和2年）  | 2,894人 | [ 15 ] |  |

### 世帯数の変遷
国勢調査による世帯数の推移。
| 1995年（平成7年）  | 1,973世帯 | [ 10 ] |  |
| 2000年（平成12年） | 1,881世帯 | [ 11 ] |  |
| 2005年（平成17年） | 1,781世帯 | [ 12 ] |  |
| 2010年（平成22年） | 1,703世帯 | [ 13 ] |  |
| 2015年（平成27年） | 1,581世帯 | [ 14 ] |  |
| 2020年（令和2年）  | 1,446世帯 | [ 15 ] |  |

## 学区
市立小・中学校に通う場合、学区は以下の通りとなる。
| 町             | 街区 | 小学校               | 中学校             |
| -------------- | ---- | -------------------- | ------------------ |
| 母恋南町一丁目 | 全域 | 室蘭市立地球岬小学校 | 室蘭市立星蘭中学校 |
| 母恋南町二丁目 | 全域 | 室蘭市立地球岬小学校 | 室蘭市立星蘭中学校 |
| 母恋南町三丁目 | 全域 | 室蘭市立地球岬小学校 | 室蘭市立星蘭中学校 |
| 母恋南町四丁目 | 全域 | 室蘭市立地球岬小学校 | 室蘭市立星蘭中学校 |
| 母恋南町五丁目 | 全域 | 室蘭市立地球岬小学校 | 室蘭市立星蘭中学校 |

## 交通

### バス
室蘭市道母恋中央通線沿いに道南バスが路線バスを運行する。

### 道路
- 北海道道919号中央東線
- 室蘭市道母恋中央通線[17]

## 施設

### 役所・公的機関
- 室蘭警察署 母恋交番

### 教育施設
- 室蘭市立星蘭中学校
- 北斗文化学園 すみれ文化幼稚園

### 金融機関
- 室蘭母恋郵便局

### 社会福祉施設
- 室蘭市子ども発達支援センター
- 社会福祉法人 室蘭言泉学園・わかすぎ学園

### 寺社
- 母恋神社

### 公園
- 母恋南町公園

### その他
- チキウ岬（地球岬）
- 金屏風
- トッカリショ
- 室蘭母恋デジタルテレビ中継局